# Ann-Sophie Schweizer
Ann-Sophie Schweizer (* 15. Juni 1970) ist eine deutsche Filmeditorin.
Ann-Sophie Schweizer studierte zunächst Germanistik in Hamburg. Nach einigen Jahren Praktikum wurde sie ab 1995 Assistentin im Bereich Schnitt. Seit 1998 arbeitet sie als freie Editorin.

## Filmografie (Auswahl)
- 1999: Nicht ohne meine Eltern
- 2000: Donna Leon – Venezianische Scharade
- 2000: Bella Block: Abschied im Licht
- 2000: Donna Leon – Vendetta
- 2001: Bella Block: Bitterer Verdacht
- 2001: Anam
- 2002: Bella Block: Im Namen der Ehre
- 2003: Lottoschein ins Glück
- 2003: Küssen verboten, Baggern erlaubt
- 2003–2005: Der Ermittler (Fernsehserie, 9 Folgen)
- 2004: Mit deinen Augen
- 2005: Einsatz in Hamburg – Superzahl: Mord
- 2006: Eine Liebe am Gardasee (Fernsehserie, 12 Folgen)
- 2006: Stubbe – Von Fall zu Fall: Verhängnisvolle Freundschaft
- 2007: Doktor Martin (Fernsehserie, 2 Folgen)
- 2007: Wiedersehen in Verona
- 2009: Engel sucht Liebe
- 2010: Katie Fforde: Eine Liebe in den Highlands
- 2012: Morden im Norden (Fernsehserie, 4 Folgen)
- 2013: Doc meets Dorf (Fernsehserie, 5 Folgen)
- 2014: Die Schneekönigin
- 2014: Die Briefe meiner Mutter
- 2016: Keine Ehe ohne Pause
- 2017: Das Kindermädchen
- 2017, 2021: Kreuzfahrt ins Glück (Fernsehserie, 2 Folgen)
- 2021: Sankt Maik (Fernsehserie, 8 Folgen)
- 2017–2021: Magda macht das schon! (Fernsehserie, 21 Folgen)
- 2020: Fritzie – Der Himmel muss warten (Fernsehserie, 2 Folgen)
- 2020: Praxis mit Meerblick  – Familienbande (Fernsehserie)
- 2022: Schule am Meer – Frischer Wind
- 2023: Das Traumschiff (Fernsehserie, 2 Folgen)
- 2023: Hotel Mondial (Fernsehserie, 4 Folgen)
- 2024: Disko 76 (Fernsehsechsteiler, 1 Folge)
- 2024: Mandat für Mai (Fernsehsechsteiler, 3 Folgen)